# Битка код Име
Битка код Име вођена је 272. године између римских снага под царем Аурелијаном са једне и палмирских снага под краљицом Зенобијом и генералом Забдом са друге стране. Представљала је део похода којим је Аурелијан настојао покорити источне провинције, које су се под Зенобијом, користећи метеж везан уз кризу 3. века, биле одметнуле од Царства.

## Битка
Забда је Аурелијанову војску намерно дочекао крај Антиохије, с обзиром да је тамошњи терен био напогоднији за употребу његове тешке оклопне коњице. Свестан палмирске надмоћи у коњици, Аурелијан је смислио план према коме је на самом почетку битке палмирску коњицу требало да нападне лака римска коњица и да је намамити у унапред припремљену клопку; тај је план уродио плодом и палмирска коњица је уништена. Схвативши да се без коњице његова пешадија не може супротставити супериорним римским легионарима, Забда је наредио повлачење под зидине Антиохије, а потом су под окриљем ноћи он и Зенобија из града отишли у Емесу. Аурелијан је после натерао Антиохију на предају, али се намерно уздржао од репресалија; тај благи приступ му је омогућио да све друге палмирске градове у Сирији и другде заузме без борби. Са прегруписаном палмирском војском се после обрачунао у бици код Емесе.